# Trochanteria ranuncula
Trochanteria ranuncula és una espècie d'aranyes araneomorfes de la família dels trocantèrids (Trochanteriidae). Fou descrit per primera vegada per F. Karsch l'any 1878.
Aquesta espècie és endèmica de Rio Grande do Sul, a Brasil.

## Descripció
La femella descrita per Platnick l'any 1986 fa 5,20 mm.